# Całkowite wycięcie mezorektum

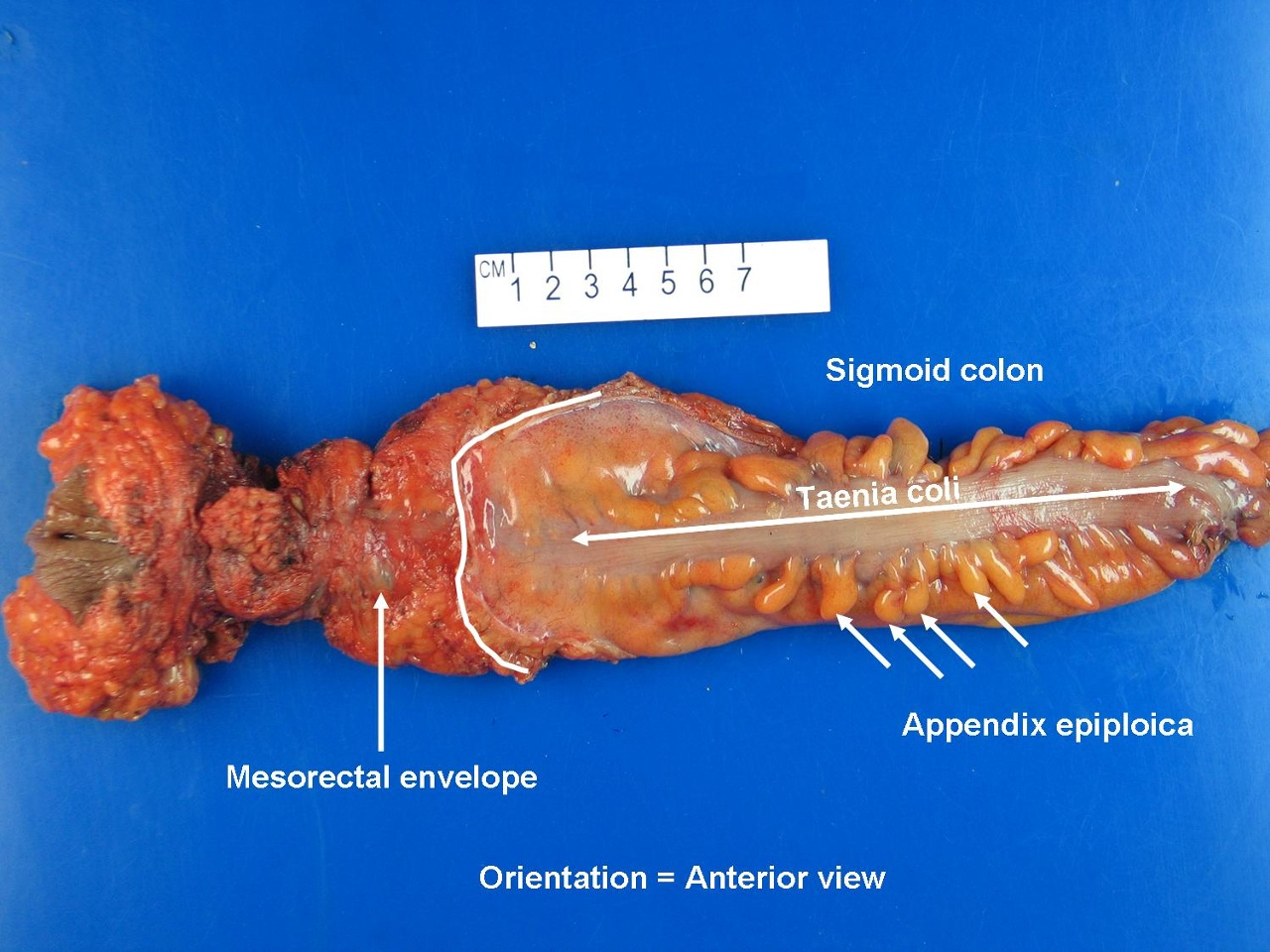
Preparat po brzuszno-kroczowej amputacji odbytnicy. Po lewej oznaczono mezorektum.

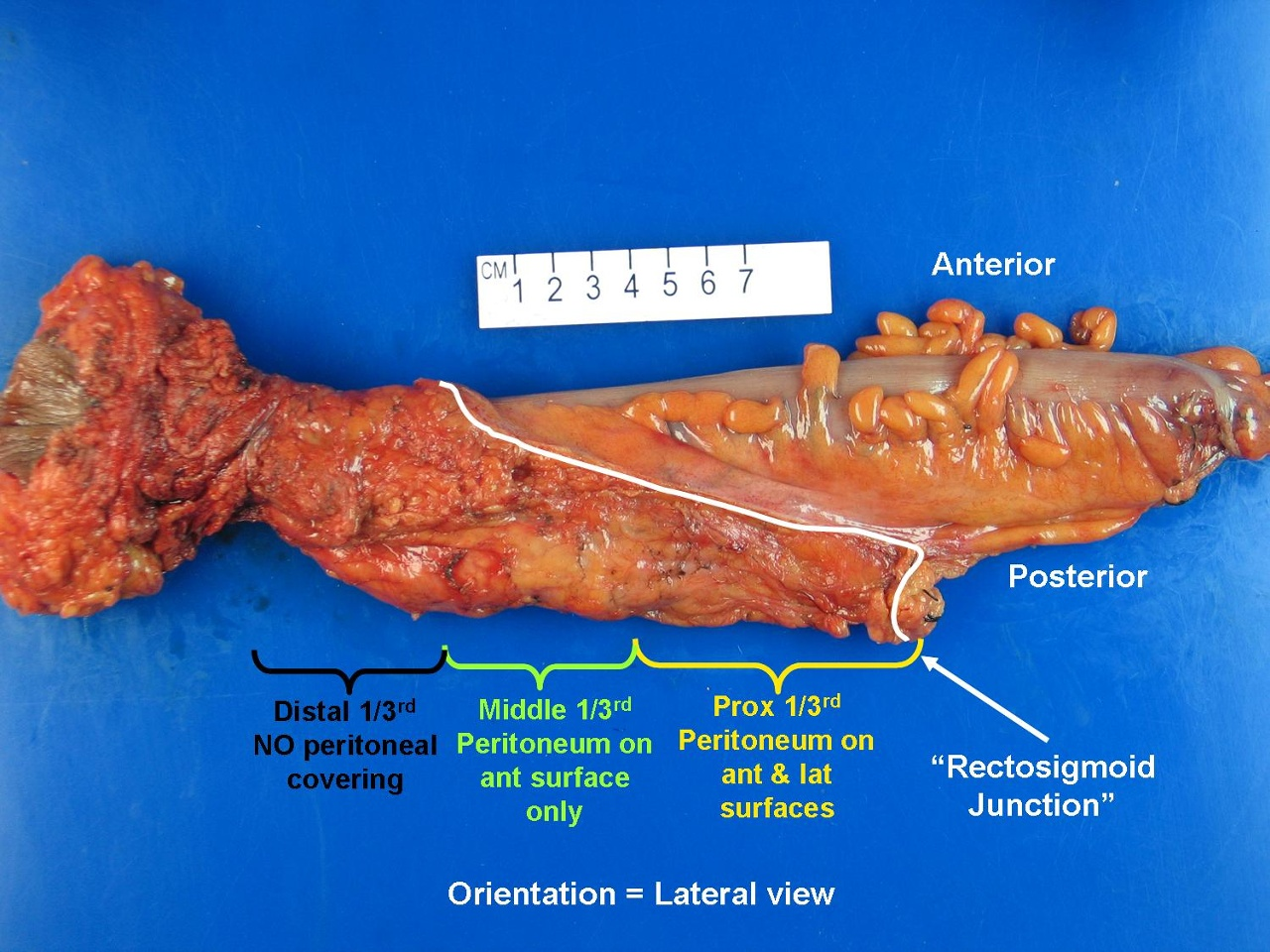
Preparat po brzuszno-kroczowej amputacji odbytnicy

Całkowite wycięcie mezorektum – element chirurgicznego leczenia raka odbytnicy, polegający na usunięciu otaczającej narząd tkanki tłuszczowej i chłonnej. Jest przeprowadzane zarówno w operacji brzuszno-kroczowej, jak i w niskiej przedniej resekcji.

## Mezorektum
Mezorektum stanowi tkanka tłuszczowa i łączna otaczająca odbytnicę. Zawiera ona nerwy, naczynia krwionośne i limfatyczne drenujące górną, środkową i dolną część odbytnicy oraz węzły chłonne. Wszystkie te elementy są pokryte powięzią mezorektum.

## Leczenie raka odbytnicy
Chirurgiczne leczenie raka jelita grubego polega na usunięciu guza pierwotnego wraz z odpowiednim marginesem zdrowych tkanek oraz usunięciu węzłów chłonnych i naczyń chłonnych. W przypadku raka położonego w części pokrytej przez otrzewną węzły chłonne oraz naczynia limfatyczne znajdują się w krezce. W pozostałej części odbytnicy mezorektum jest obszarem, do którego odbywa się spływ chłonki, przez co może on zawierać przerzuty do lokalnych węzłów chłonnych i w przypadku pozostawienia być przyczyną wznowy choroby.
Całkowite wycięcie mezorektum polega na usunięciu tych tkanek poprzez preparację w beznaczyniowej przestrzeni między powięzią mezorektum a powięzią ścienną miednicy. Wycięcie mezorektum przekłada się na poprawę miejscowej kontroli choroby oraz wydłużenie przeżycia całkowitego leczonych. Przed wprowadzeniem całkowitego wycięcia mezorektum odsetek nawrotów po leczeniu operacyjnym bez wycięcia mezorektum wynosił ponad 30%, a dzięki wprowadzeniu całkowitego wycięcia mezorektum oraz leczenia adiuwantowego i neoadiuwantowego odsetek ten spadł do 5–8%. Wycięcie mezorektum w guzach położonych w dalszej części odbytnicy, nienaciekających zwieraczy, sprzyja zachowaniu zwieraczy odbytu, co może pozwolić na uniknięcie wyłonienia stałej kolostomii. Wycięcie mezorektum również ułatwia zaoszczędzenie okolicznych nerwów, co zmniejsza prawdopodobieństwo wystąpienia dysfunkcji pęcherza moczowego lub dysfunkcji seksualnych. Niepełne wycięcie mezorektum jest związane z wyższym ryzykiem nawrotu choroby.
Całkowite wycięcie mezorektum jest standardowym elementem chirurgicznego leczenia raka odbytnicy położonego w jej dolnej i środkowej części. W guzach górnej części odbytnicy mezorektum jest usuwane do 5 cm od brzegu guza, co jest wystarczającym postępowaniem i pomaga minimalizować pewne zaburzenia czynnościowe po zabiegu, związane z zespoleniem. Resekcja guza i całkowite wycięcie mezorektum jest zwykle uzupełniane chemioradioterapią.